# Clavulina craterelloides
Clavulina craterelloides är en svampart som beskrevs av Thacker & T.W. Henkel 2004. Clavulina craterelloides ingår i släktet Clavulina och familjen Clavulinaceae.   Inga underarter finns listade i Catalogue of Life.